# Лаврів (зупинний пункт)
Лаврі́в — пасажирський залізничний зупинний пункт Рівненської дирекції Львівської залізниці.
Розташований у селі Лаврів, Луцький район, Волинської області на лінії Підзамче — Ківерці між станціями Гнідава (13 км) та Несвіч-Волинський (4 км).
Станом на березень 2019 року щодня дві пари електропоїздів прямують за напрямком Сапіжанка/Стоянів — Ківерці.